# 红根须腹菌
红根须腹菌（学名：Rhizopogon rubescens）是属于牛肝菌目须腹菌科须腹菌属的一种担子菌。该种分布于中国、印度、澳大利亚、新西兰、南美洲、北美洲等地。

## 变种
红根须腹菌褐色变种（学名：Rhizopogon rubescens var. ochraceous）是属于牛肝菌目须腹菌科须腹菌属的一种担子菌。该种分布于中国、美国等地。
红根须腹菌赖氏变种（学名：Rhizopogon rubescens var. rileyi）是属于牛肝菌目须腹菌科须腹菌属的一种担子菌。该种分布于中国、美国等地。
红根须腹菌浅斑变种（学名：Rhizopogon rubescens var. pallidimaculatus）是属于牛肝菌目须腹菌科须腹菌属的一种担子菌。该种分布于中国、美国等地。